# Nerocila lomatia
Nerocila lomatia är en kräftdjursart som beskrevs av Bruce1987. Nerocila lomatia ingår i släktet Nerocila och familjen Cymothoidae. Inga underarter finns listade i Catalogue of Life.